# 적혈구용적률
적혈구용적률(영어: hematocrit, Ht, Hct, 헤마토크리트, 헤마토크릿)은 혈액에서 적혈구가 차지하고 있는 용적의 비중을 백분율로 표시한 것이며, 이것을 구하는 검사 명칭이기도 하다. 다른 이름으로 적혈구 용적 백분율(赤血球容積百分率, 영어: packed cell volume, PCV), 적혈구 용적률(赤血球容積率), 헤마토크리트라고도 한다. 일반적으로 남자는 45% 내외, 여자는 40% 내외를 정상으로 본다.
적혈구는 몸에서 산소를 운반하는 역할을 하므로 헤마토크릿은 체내 산소 운반 능력을 평가하는 하나의 척도가 될 수 있다. 헤마토크릿이 너무 높거나 낮으면 혈액 질환, 탈수, 기타 다른 질환이 있다는 뜻일 수 있다. 헤마트크릿 값이 너무 낮다면 적혈구의 총 개수가 감소하는 빈혈을, 너무 높다면 적혈구증가증일 수 있다. 헤마토크릿 검사는 매우 간편하고 정확도가 높기 때문에 헤모글로빈 농도, 백혈구 계수, 혈소판 계수 등과 함께 일반 혈액 검사의 한 항목으로 포함되어 있다.

## 측정 방법

적혈구 용적 백분율

헤마토크릿을 측정하는 방법으로는 크게 직접 측정하는 방법과 자동혈구계산기를 이용해 적혈구에 발생하는 전압 변화를 측정해 산출하는 자동혈구계산기법 두 가지를 이용하는데, 일반적인 병원에서는 자동혈구계산기법을 가장 많이 이용한다.
직접 측정하는 방법은 내부에 헤파린이 발라져 있는 모세관을 10,000 RPM으로 5분간 원심분리하여 측정하는 마이크로헤마토크릿법(microhematocrit)과 항응고제인 EDTA가 포함된 혈액을 Wintrobe tube에 넣고 원심분리하여 측정하는 Wintrobe법 두 가지가 있다. 혈액을 모세관에 넣고 원심분리하면 두 층으로 나뉜다. 농축된 적혈구의 부피를 전체 혈액 표본 부피로 나눈 것이 PCV이다. 관을 사용하였기 때문에 각 층의 길이를 재서 계산하면 된다.
현대적인 장비를 갖춘 실험실에서는 자동혈구분석기를 이용한다. 평균적혈구용적에 적혈구 수를 곱하여 계산한다. 적혈구 사이에서 빠져나가지 않은 혈장이 소량 존재하는 PCV와 비교하면 헤마토크릿이 약간 더 정확하다. g/dL 단위로 나타낸 헤모글로빈 농도에 3을 곱하고 단위를 제거한 값은 %로 나타낸 헤마토크릿 추정치에 근사한다.
혈액 채취자가 부주의하여 농축된 적혈구나 혈액을 주입하고 있는 정맥주사선 가까이에서 실험 표본 혈액을 채취하는 경우가 있다. 이 경우에 헤모글로빈은 혈액에 희석되어 순환하고 있지 않기 때문에 환자의 실제 헤모글로빈 수치로 볼 수 없고, 세포가 과다하게 많아서 헤마토크릿이 인위적으로 높아질 것이다. 반대로 식염수나 다른 액체가 공급되는 환자는 혈액이 희석되어 헤마토크릿이 낮아진다.

## 상승 요인
뎅기열 환자는 헤마토크릿이 높아지면 뎅기열 쇼크 증후군 위험 징후로 본다.
골수가 과도한 적혈구를 생산하는 골수증식질환인 진성적혈구증가증이 있을 때 헤마토크릿이 증가한다.
만성 폐쇄성 폐질환(COPD) 및 저산소증과 관련된 기타 폐 상태에 따라 적혈구 비율이 높아질 수 있다. 이는 저산소증에 반응하여 신장에서 에리트로포이에틴(EPO) 발현이 증가하여 나타나는 현상이다.
전문 운동선수의 헤마토크릿은 혈액 도핑이나 에리트로포이에틴 사용을 검사하는 수단 중 하나이다. 개인차를 감안하여 헤마토크릿을 해당 선수의 장기간에 걸친 헤마토크릿 자료와 대조하고, 이 때 인구 내에서 나타날 수 있는 최대 기대값, 혈액 응고로 인하여 뇌졸중이나 심장마비 위험이 높아지는 헤마토크릿 값을 최대허용량 절대치로 정한다.
합성대사 남성화 스테로이드(AAS)를 사용하는 것 또한 적혈구 양을 증가시키고, 따라서 헤마토크릿에 영향을 미친다. 볼데논(boldenone)과 옥시메톨론(oxymetholone) 등이 이에 포함된다.
탈수 상태에서 헤마토크릿이 높아질 수 있다.
모세혈관 누출 증후군(capillary leak syndrome)은 혈장이 때때로 순환계 바깥으로 유출되는 증상이 있으므로 헤마토크릿 값이 비정상적으로 높아질 수 있다.
수면 무호흡증 또한 헤마토크릿을 높이는 것으로 알려져 있다.

## 하강 요인
평균적혈구용적(MCV)과 적혈구크기분포폭(RDW)은 헤마토크릿이 정상보다 낮을 때 유용하게 쓰인다. 헤마토크릿은 단순히 적혈구가 혈액에서 차지하는 부피를 나타내는 지표이기 때문에 급성 혈액 손실의 경우 일반적으로 헤마토크릿의 변화로 나타나지는 않지만, 임상의는 평균적혈구용적과 적혈구크기분포폭 값을 통하여 혈액 손실이 만성인지 급성인지 결정하는 데에 도움을 받는다. 평균적혈구용적은 적혈구의 크기를, 적혈구크기분포폭은 적혈구 집단의 크기 변화를 상대적으로 나타내는 값이다. 헤마토크릿과 평균적혈구용적이 작고 적혈구크기분포폭이 크면 만성 철 결핍성 빈혈로 적혈구생성 동안 헤모글로빈이 비정상적으로 합성된다.
빈혈이 발생할 가능성이 높은 사람들은 아래와 같다.
- 철을 적절히 섭취하지 못하는 젖먹이
- 성장기의 어린이. 적혈구 양이 증가하면서 철 요구량이 증가하는 속도를 따라가지 못하는 경우
- 월경 중인 여성
- 임신 중인 여성
- 충분한 에리트로포이에틴을 분비하지 못하는 만성신장질환자. 에리트로포이에틴은 적혈구 증식을 촉진하고 골수에서 적혈구 계보에 있는 세포가 죽지 않도록 한다. 따라서 적혈구 계보에 있는 세포들은 계속해서 성숙하여 골수를 빠져나와 적혈구가 된다.[7]

## 오차
- 공통 : 측정하고자 하는 혈액이 채혈된 후 실온에서 6~24시간 정도 방치될 경우 정상치보다 이 값이 증가할 수 있다.

## 어원
헤마토크릿(hematocrit)이라는 용어는 '피'를 뜻하는 haima(고대 그리스어: αἷμα)와 '판단'을 뜻하는 kritēs(고대 그리스어: κριτής)에서 유래하였으며, 말 그대로는 '피를 분리하다'라는 뜻을 가지고 있다. 1891년 스웨덴의 생리학자인 망누스 블릭스(스웨덴어: Magnus Blix)가 낙농업에서 쓰이는 용어인 lactokrit에서 본따 'haematokrit'이라는 용어를 처음 고안하였다.

## 같이 보기
- 혈액 검사
- 혈액학
- 혈액 검사의 참고 기준치